# Palau de Mossén Sorell
|  | Aquest article tracta sobre l'antic Palau de València. Si cerqueu el Palau d'Albalat, vegeu «Palau dels Sorells». |

El Palau de Mossén Sorell va ser un palau gòtic ubicat al barri del Carme de València, construït el segle xv i enderrocat a final del segle xix després d'incendiar-se.

## Descripció
L'edifici s'alçava davant de l'actual plaça de Mossén Sorell amb gairebé 40 metres de façana dividida en dos cossos. Al mig, la porta principal permetia accedir al pati interior amb escala gòtica.
L'element més rellevant del Palau era el gran Saló de les Llegendes, anomenat així per la temàtica dels seus tapissos. El sostre estava cobert per un enteixinat de calaixos octogonals, admirat per propis i visitants. Sota l'enteixinat es podia llegir en lletres gòtiques la llegenda Qué fabrica pueden mis manos facer que no faga curso según lo pasado, cita del poema castellà Laberinto de Fortuna de Juan de Mena, escrit el 1444 i publicat el 1481.
Completaven el palau diverses estances, com la cambra major, o dormitori principal, i la cambra gran nova, estança de grans dimensions que donava al jardí.
Tot i que les restes conservades són escasses, es coneix com era el Palau per nombroses descripcions, per les imatges que es troben en plànols com el de Tosca, o per pintures com la del Saló de les Llegendes de Vicent Poleró, exposat al Museu de Belles Arts de València.

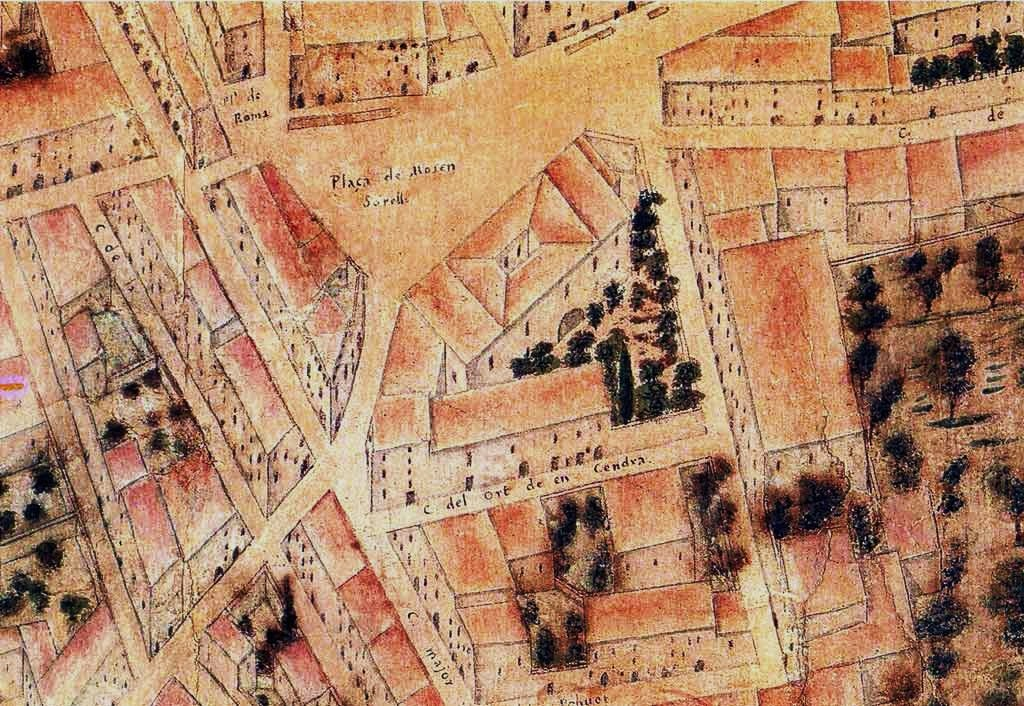
El Palau en el plànol de València del pare Tosca de 1704

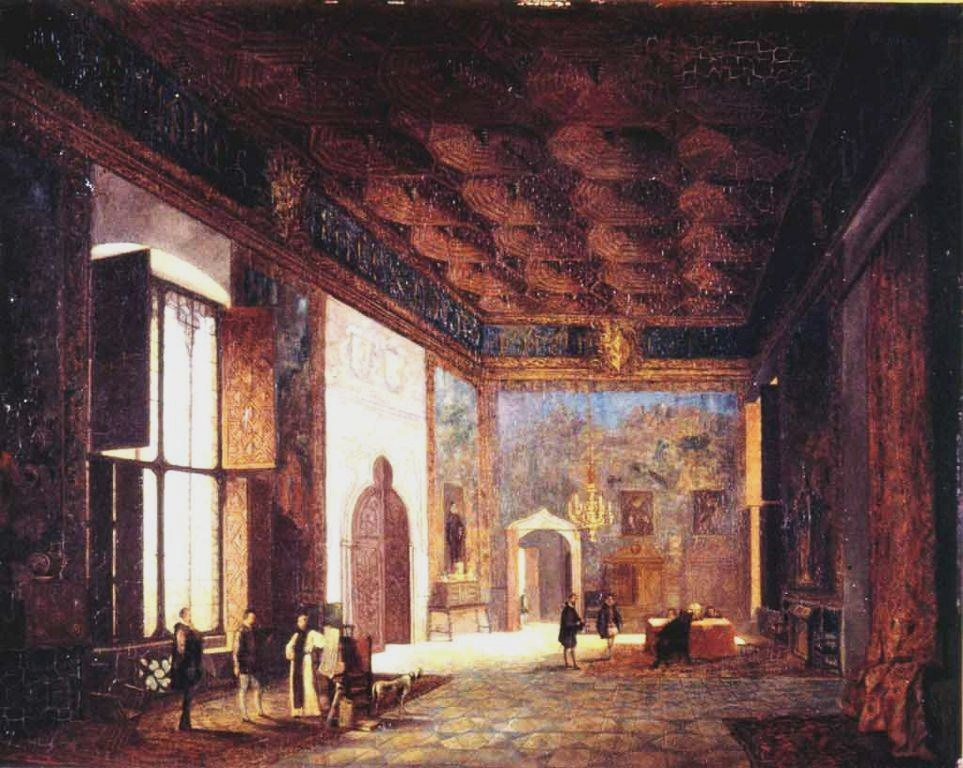
Saló de Llegendes. Quadre de Vicent Poleró. Museu de Belles Arts de València

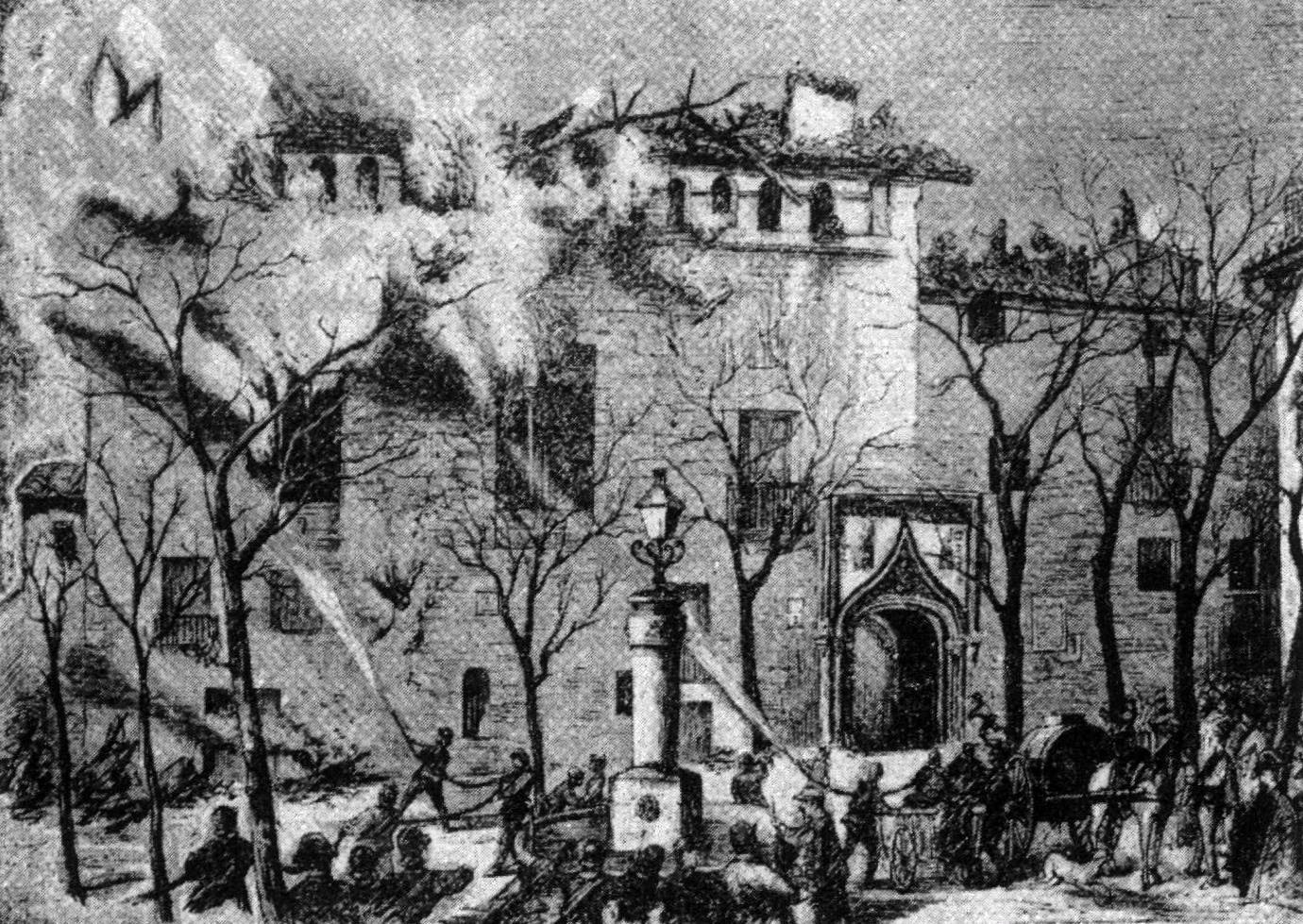
Incendi del Palau el 1878, dibuixat per Asenjo

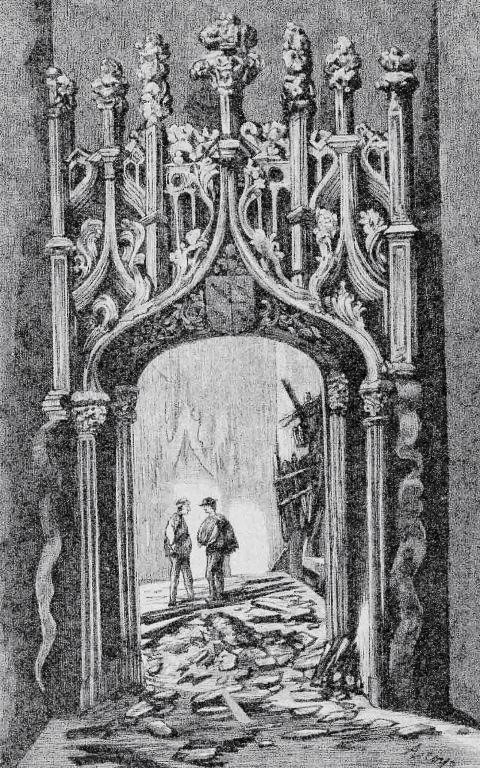
Una de les portes del Palau que no s'han conservat, en dibuix d'Asenjo de 1884

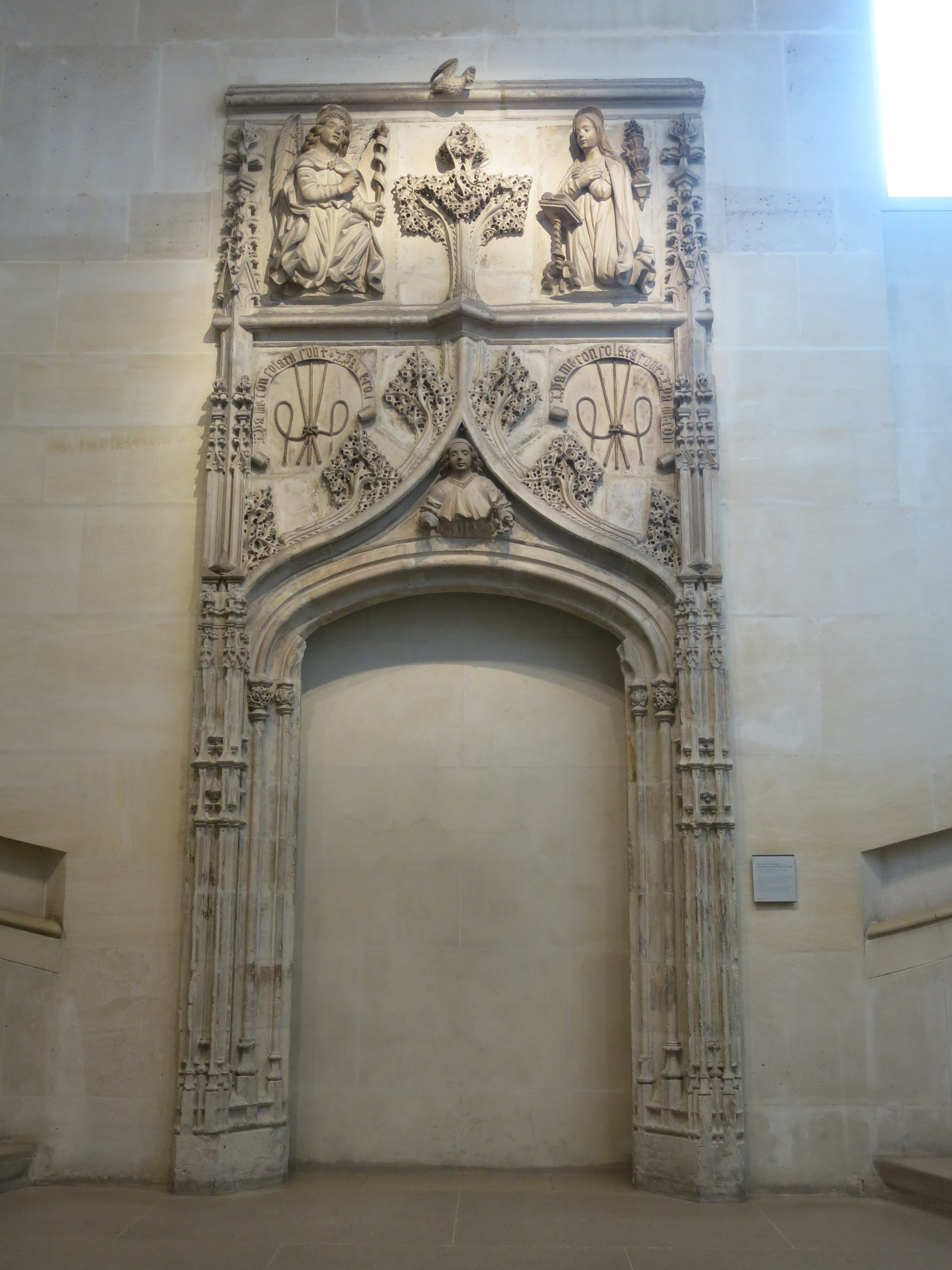
La porta de la capella, al Museu del Louvre

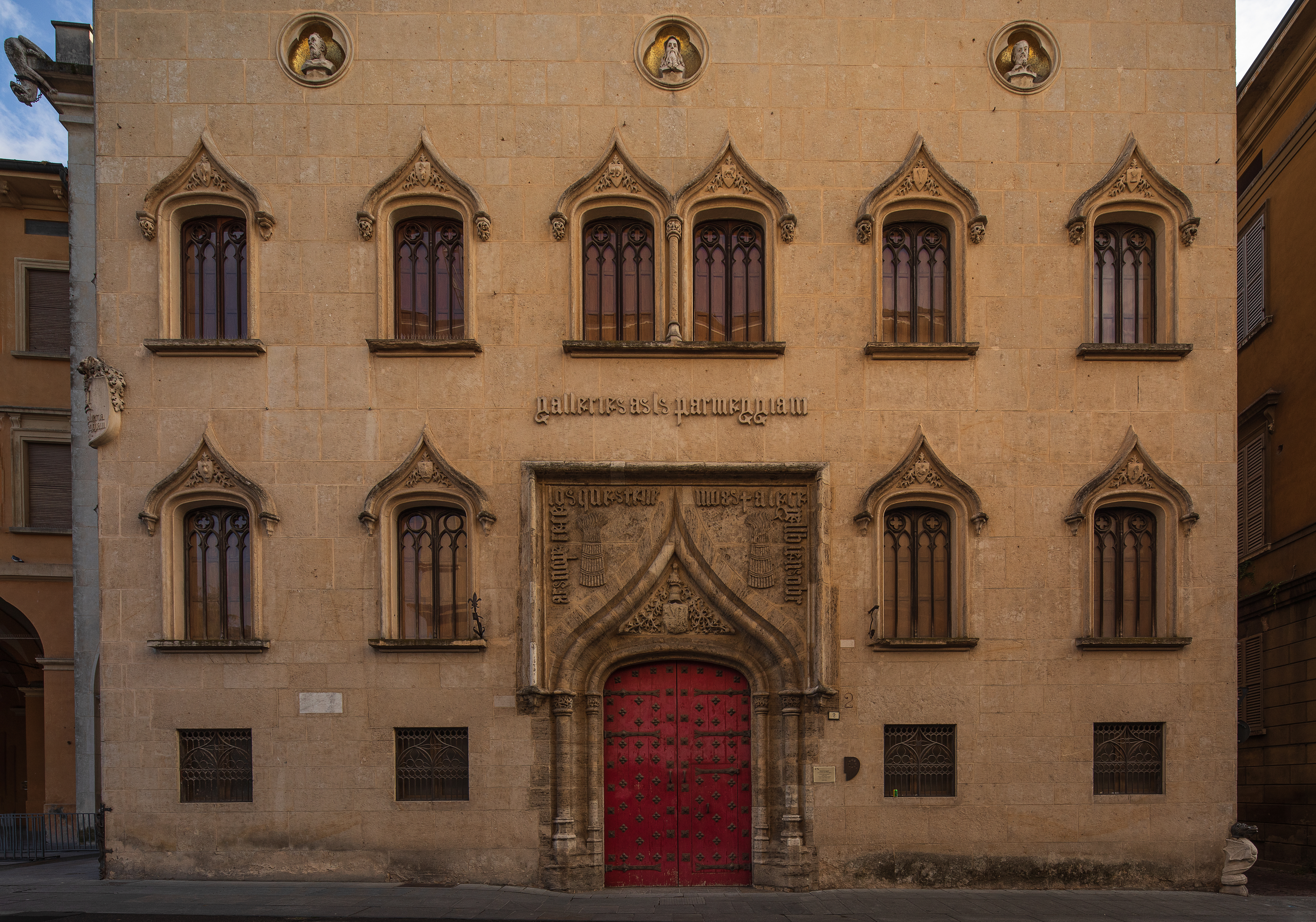
Façana neogòtica de la Galleria Parmiggiani, a Reggia Emilia, amb la porta principal del Palau Sorell

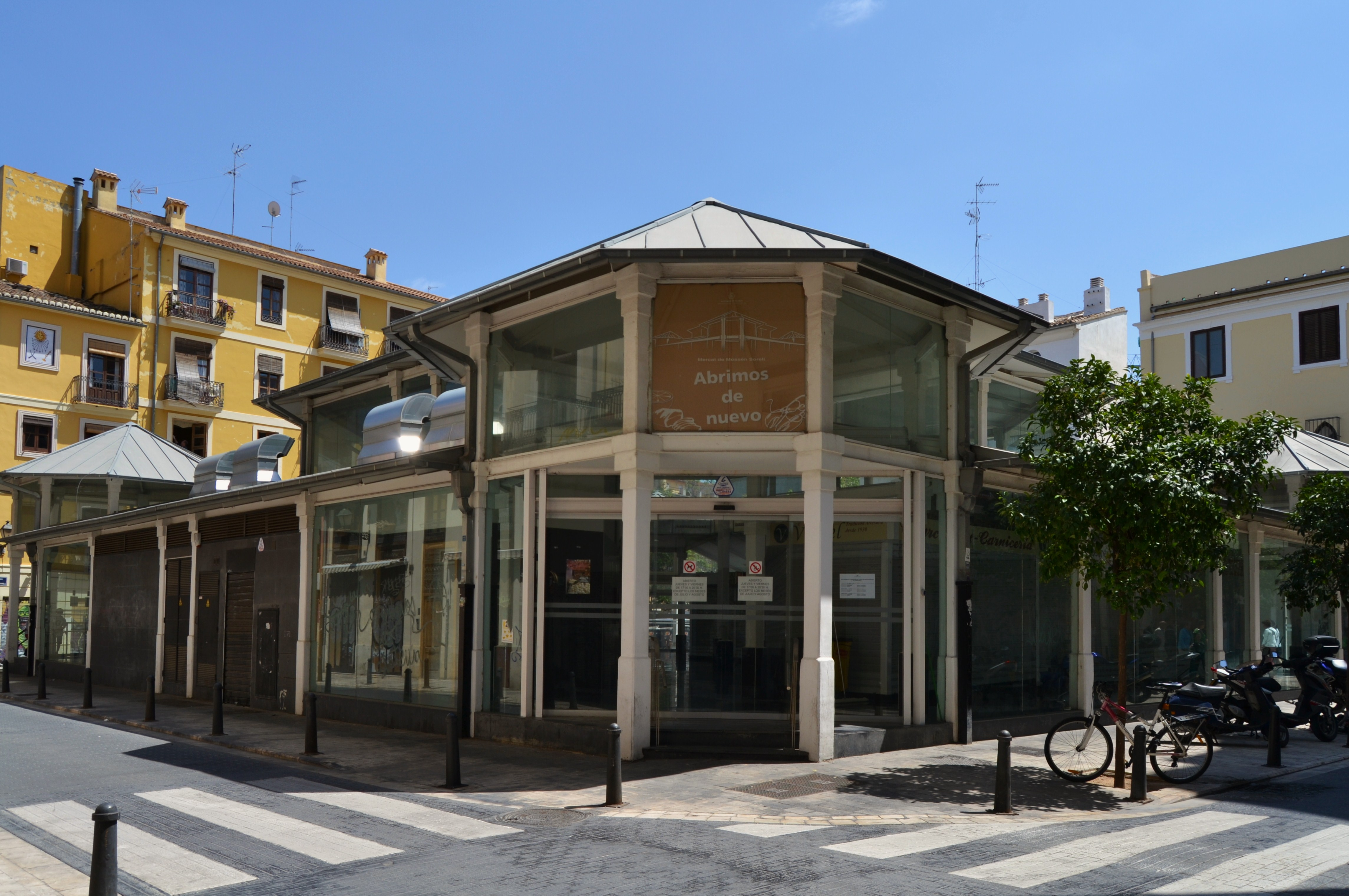
Actual Mercat de Mossén Sorell

## Història
Els Sorell foren una important família valenciana de comerciants i cavallers. El fundador fou Bernat Sorell, nascut a Torroella de Montgrí i instal·lat a València, qui, segons la llegenda, s'enriquí gràcies a la troballa d'un tresor de 20.000 florins d'or dins uns barrils de pólvora capturats a un vaixell anglès per corsaris barbarescos. Ja fos pel tresor trobat, o per la fabricació i comerç de teixits i el negoci dels préstecs, esdevingué una de les persones més riques de València, i el 1416 comprà el lloc de Geldo. Al seu torn, el seu fill Tomàs comprà també el 1464 el lloc de Sot de Ferrer i el 1480 el d'Albalat, anomenat des d'aleshores Albalat dels Sorells. Tomàs Sorell no tingué fills i fou succeït pel seu nebot Bernat, que fou armat cavaller i, per tant, rebé el tractament corresponent de mossén.
El Palau fou construït entre 1450 i 1485, segurament amb participació dels mestres d'obra Francesc Baldomar i Pere Comte. L'edifici fou la seu dels descendents del Sorell en els segles xvi i xvii. Malgrat tot, a partir del segle xviii es començà a deteriorar ràpidament i el 1851 la major part del Palau estava tancat. Es compartimentà en diferents habitatges i locals, acollint teixidors i el taller de litografia d'Antoni Pasqual. El 1876 esdevingué la seu de la Societat Ateneu Casino Obrer.
L'edifici s'incendià la matinada del 15 al 16 de març de 1878 i cremà durant 2 dies. Sembla que el foc s'inicià en el gran Saló, que s'utilitzava com a sala d'actes de l'Ateneu Obrer, però també se sospita que fou provocat per motius especulatius, atès que l'enderrocament de l'edifici permetia realitzar una nova alineació de carrers. En tot cas, el foc havia afectat el saló principal i nombroses estances, però les parets exteriors s'havien mantingut sense greus desperfectes. Es considerà l'opció de la reconstrucció, però finalment acabà enderrocant-se.
L'enderrocament de les runes en 1881, seguida de l'expropiacio de altres edificis al 1883, permeté la urbanització d'una plaça més gran, anomenada de Mossén Sorell, on la pressió veinal demanava la construcció d'un mercat, inicialment un mercat, inicialment un d'ambulant. El 1897 es produiren noves expropiacions per ampliar la plaça. y el 1932 es construí el Mercat de Mossén Sorell.

## Elements conservats
Les principals restes conservades són tres portes ricament decorades:
- La porta principal del palau, instal·lada el 1924 a la façana de l'edifici neogòtic de la Galleria Parmeggiani, a la ciutat italiana de Reggio Emilia.[9] És constituïda per un arc carpanell, amb un arc conopial al damunt, emmarcat encara amb un arrabà amb la llegenda Lo que tenemos falece y el buen obrar no perece en escriptura gòtica.
- La porta d'accés a la sala principal, conservada en el Museu de Ceràmica de Manises. També aquí es combinen un arc carpanell amb un conopial, encara que és possible que els dos arcs estiguessin en origen en les parets oposades de la porta.
- La porta de la capella, exposada al Museu del Louvre de París.[9] També amb arc conopial, sobre el qual hi ha el bust d'un àngel que probablement sostenia les armes dels Sorell, rematat tot el conjunt per dos relleus amb l'Anunciació, en el que és una de les obres mestres de l'art valencià del segle xv.

A part, al Louvre també s'exposa una mènsula del Palau amb les armes dels Sorell i possiblement una porta de fusta del Palau amb les armes dels Sorell i els Boïl. Per la seva banda, al Museu de Belles Arts de València es conserven dues mènsules més amb les armes de l'esposa de Baltasar Sorell, Inès d'Ixar, a més d'un escut i alguns fragments de l'enteixinat de la sala principal.